# Céline Leteta Kumisa
Céline Leteta Kumisa, est une femme politique de la République démocratique du Congo. Elle est vice-ministre de Justice et des Droits humains au sein du gouvernement Muzito.

## Biographie

### Engagement
Céline LETETA KUMISA est Vice-Ministre de la Justice et des Droits Humains .